# 田中若葉
田中 若葉（たなか わかば、1997年5月17日 - ）は、日本の女性ファッションモデル。愛知県出身。オスカープロモーション所属。

## 来歴

### ニコラモデルオーディション合格以前
- 『ニコ☆プチ』（新潮社）2007年冬号の「なりきりヘアアレンジ」に、コーディネート選手権応募者として出演。また、「ニコ☆プチ×JENNYフォトコンテスト」にてJENNYガールに選出され、同コンテストへの応募写真が掲載されていた。
- ニコ☆プチ2008年春号の第3回コーディネート選手権に出場。
- 2008年、SKE48のオープニングメンバーオーディション（第一期生オーディション）に参加したが、落選。

### ニコラモデルとして
- 2008年、ファッション雑誌『ニコラ』（新潮社）の第12回ニコラモデルオーディションで9,822人の応募者の中からグランプリに選ばれる。同年10月号より専属モデル（ニコモ）として出演。小学校5年生で新ニコモのグランプリに選ばれたのは松本玲奈以来の2人目。
- ニコラ2010年1月号で「ブツブツ大仏」と日南響子、立石晴香、中山絵梨奈、田中若葉の4人のニコモでユニットを結成することが告知された。ユニット名はニコ☆モコ。これは関西テレビで放送中の番組「あっぷ&UP!」からの要請である。2010年3月3日にCDデビュー。
- 2011年1月号で初表紙。この号の表紙は、中山絵梨奈、福本エミ、古畑星夏、松井愛莉、池田エライザ、春川芽生、藤田ニコル、藤麻理亜、三瓶みなみ、田中若葉の10名。
- 2011年7月号で初の海外ロケ参加。この年は、古畑星夏、田中若葉、藤麻理亜、飯豊まりえの4名が参加。
- 2012年9月号にて飯豊まりえ、藤麻理亜、中川可菜と新ユニットを結成し、「NEXTニコモユニット総選挙!」にエントリー。11月号にて同企画の人気発表にて1位に選ばれたことを発表し、読者からユニット名を募集、12月号にてユニット名が「TiFN★」に決定した。
- 2013年6月号から、泉はるに引き継ぎLindsay（ナルミヤ・インターナショナル）の4代目イメージモデルを務める。
- 2014年5月号を持って卒業。表紙掲載回数は5回[1]。

## 人物
- 好きなブランドは、INGNI、CECIL McBEE。
- 好きな食べ物は酸っぱいもの[2]。
- お菓子は食べないと言っている[2]。
- 趣味は読書。特技はエレクトーン。

## 出演

### 雑誌
- ニコラ（2008年10月号 - 2014年5月号、新潮社） - 専属モデル

### バラエティ
- ミュージャック「きょうの“ぶつぶつ”」（2010年1月15日 - 3月12日、関西テレビ）